# سيد أحمد رفيق معزوزي
سيد أحمد رفيق معزوزي مواليد 1 فبراير 1989 في الجزائر، هو لاعب كرة قدم جزائري يلعب مع مولودية وهران كحارس مرمى. مثّل منتخب الجزائر لكرة القدم.

## المسيرة الاحترافية

### أندية لعب لها
- اتحاد الجزائر
- وداد تلمسان
- أمل الأربعاء
- شباب أوراس باتنة
- اتحاد الحراش
- مولودية وهران (كرة القدم)

## روابط خارجية
- سيد أحمد رفيق معزوزي على موقع قاعدة بيانات كرة القدم.إي يو (الإنجليزية)
- سيد أحمد رفيق معزوزي على موقع Soccerway.com (الإنجليزية)